# Гваякум
Гваякум (лат. Guaiacum) — олиготипный род цветковых растений семейства Парнолистниковые (Zygophyllaceae) подсемейства Ларреевые.

## Виды
Название произошло из языка племён таино, где деревья назывались guayacán.
Согласно данным сайта GRIN род насчитывает пять видов:
- Guaiacum angustifolium Engelm.
- Guaiacum coulteri A.Gray
- Guaiacum officinale L. typus[2] — Гваяковое дерево
- Guaiacum sanctum L. — Гваякум священный
- Guaiacum unijugum Brandegee